# Marek Kępiński
Marek Kępiński (ur. 15 października 1937 w Warszawie) – polski aktor teatralny i filmowy.

## Życiorys
Absolwent PWST w Warszawie. Aktor Teatru Syrena w Warszawie.

## Filmografia
- Polskie drogi (1976) odc. 4 i 5, reż. J. Morgenstern – Wacek, szwagier dorożkarza Szkudlarka
- Obok (1979), reż. F. Falk – Stawicki, pianista w hotelowej restauracji
- Punkt widzenia (1980) – prezes spółdzielni mieszkaniowej (odc. 3)
- Konopielka (1981), reż. W. Leszczyński – geodeta
- Najdłuższa wojna nowoczesnej Europy (1981) – asesor w więzieniu Moabit (odc. 4 i 5)
- Krótki dzień pracy (1981), reż. K. Kieślowski – sekretarz kancelarii KW w Radomiu
- Matka Królów (1982), reż. J. Zaorski – sekretarz „Grzegorza”
- Vabank II czyli riposta (1984), reż. J. Machulski – Malinowski, podwładny naczelnika Twardijewicza
- Dorastanie (1987), reż. M. Gronowski – prezes spółdzielni mieszkaniowej (odcinek 4)
- Ballada o Januszku (1987) – chory w poczekalni
- Wielki Wóz (1987) – oficer pracujący w warsztacie krawieckim
- Pogranicze w ogniu (1988) (odc. 9)
- Czterdziestolatek. 20 lat później (1993) odc. 8, 9 i 12, reż. J. Gruza – Łączka, pracownik firmy „Antex International”
- Dwa księżyce (1993), reż. A. Barański – ksiądz
- Tato (1995), reż. M. Ślesicki – sąsiad Sucheckich
- Kryminalni (2005) − pan Emil, sąsiad Małeckich (odc. 23)